# Садик, Мухаид
Мухаид Садик Алиу (исп. Mujaid Sadick Aliu; род. 14 марта 2000, Логроньо) — испанский футболист, защитник клуба «Генк».
Садик родился в Испании в семье нигерийки и ганца.

## Клубная карьера
Садик — воспитанник клубов «Валванера» и «Депортиво Ла-Корунья». 12 мая 2018 года в матче против «Вильярреала» он дебютировал в Ла Лиге в составе последних. По итогам сезона клуб вылетел из элиты, но игрок остался в команде. 1 сентября 2019 года в матче против «Райо Вальекано» он дебютировал в Сегунде. Летом 2021 года Садик перешёл в бельгийский «Генк». 23 июля в матче против льежского «Стандарда» он дебютировал в Жюпиле лиге. 9 февраля 2022 года в поединке против «Ауд-Хеверле Лёвен» Мухаид забил свой первый гол за «Генк».